# Liste der Brauereien in Belgien

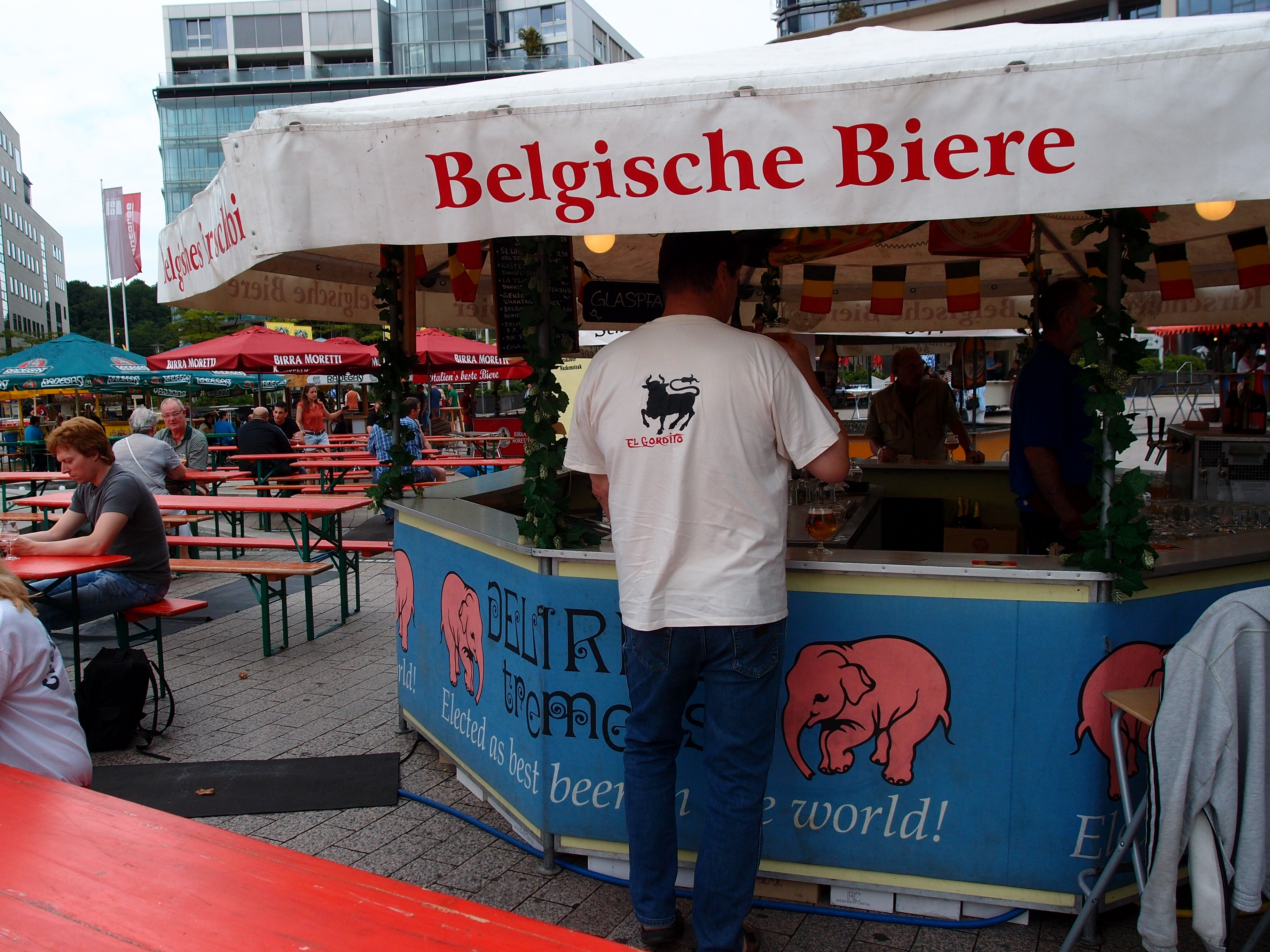
Belgische Biere auf der 14. Kölner Bierbörse (2012)

Belgische Biere gehören zu den sortenreichsten der Welt; diese Liste umfasst die zurzeit in Belgien ansässigen Produktionsstätten dieser Getränke. Die Bandbreite erstreckt sich vom kleinen Familienbetrieb mit Mikrobrauerei bis zum derzeitigen Weltmarktführer der Biervermarktung, Anheuser-Busch InBev.

## A
1. Abbaye des Rocs[1]
2. Abbaye Notre-Dame d’Orval[2]
3. Abbaye Notre-Dame de Saint-Rémy[3]
4. Abbaye Notre-Dame de Scourmont[4]

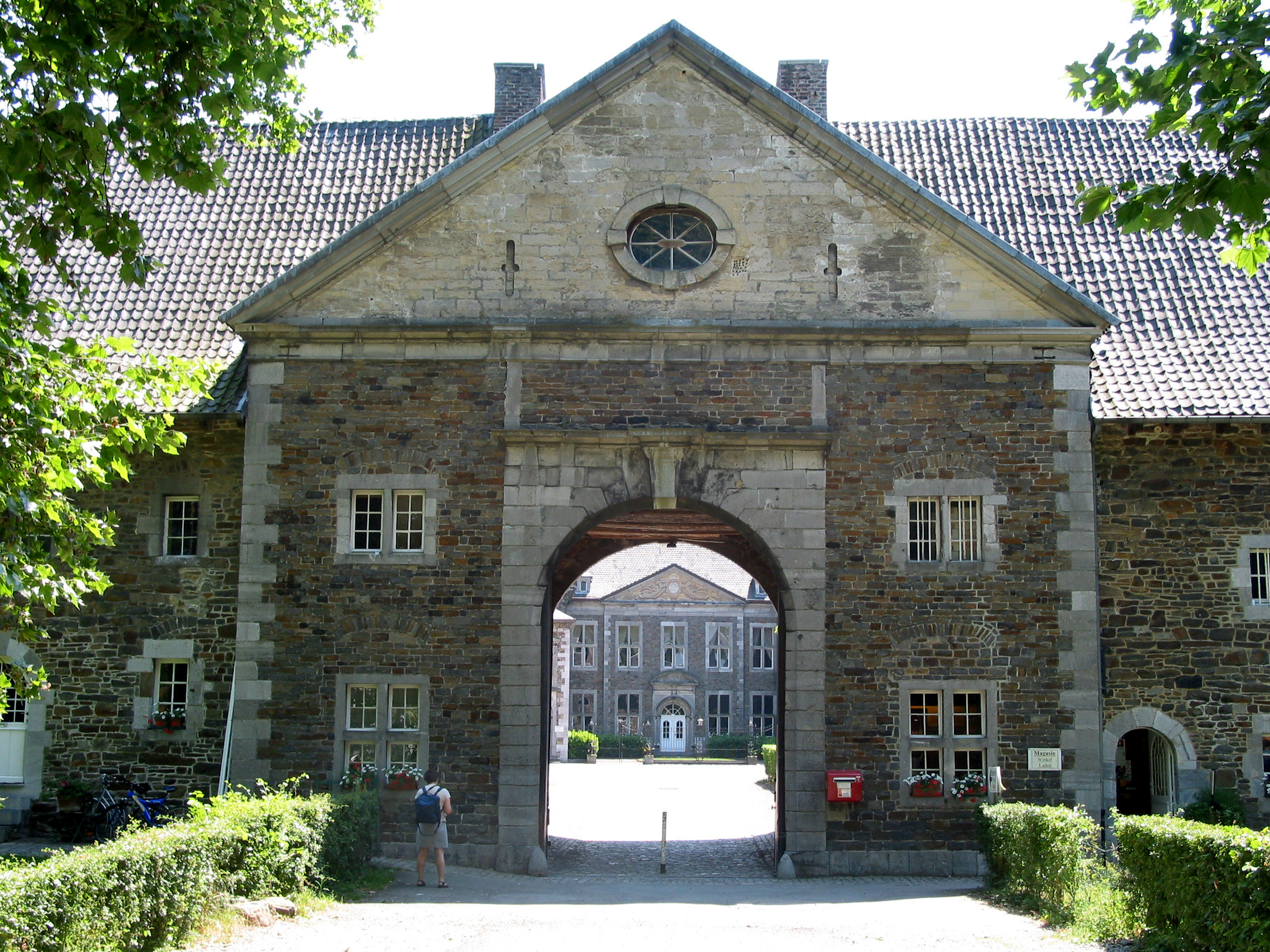
Zisterzienserabtei Val-Dieu, mit hauseigener Brauerei

5. Abdij der Trappisten van Westmalle[5]
6. Achilles[6]
7. Affligem[7]
8. Alken-Maes[8]
9. Anheuser-Busch InBev[9]
10. Artisanale La Frasnoise
11. Augrenoise[10]

## B

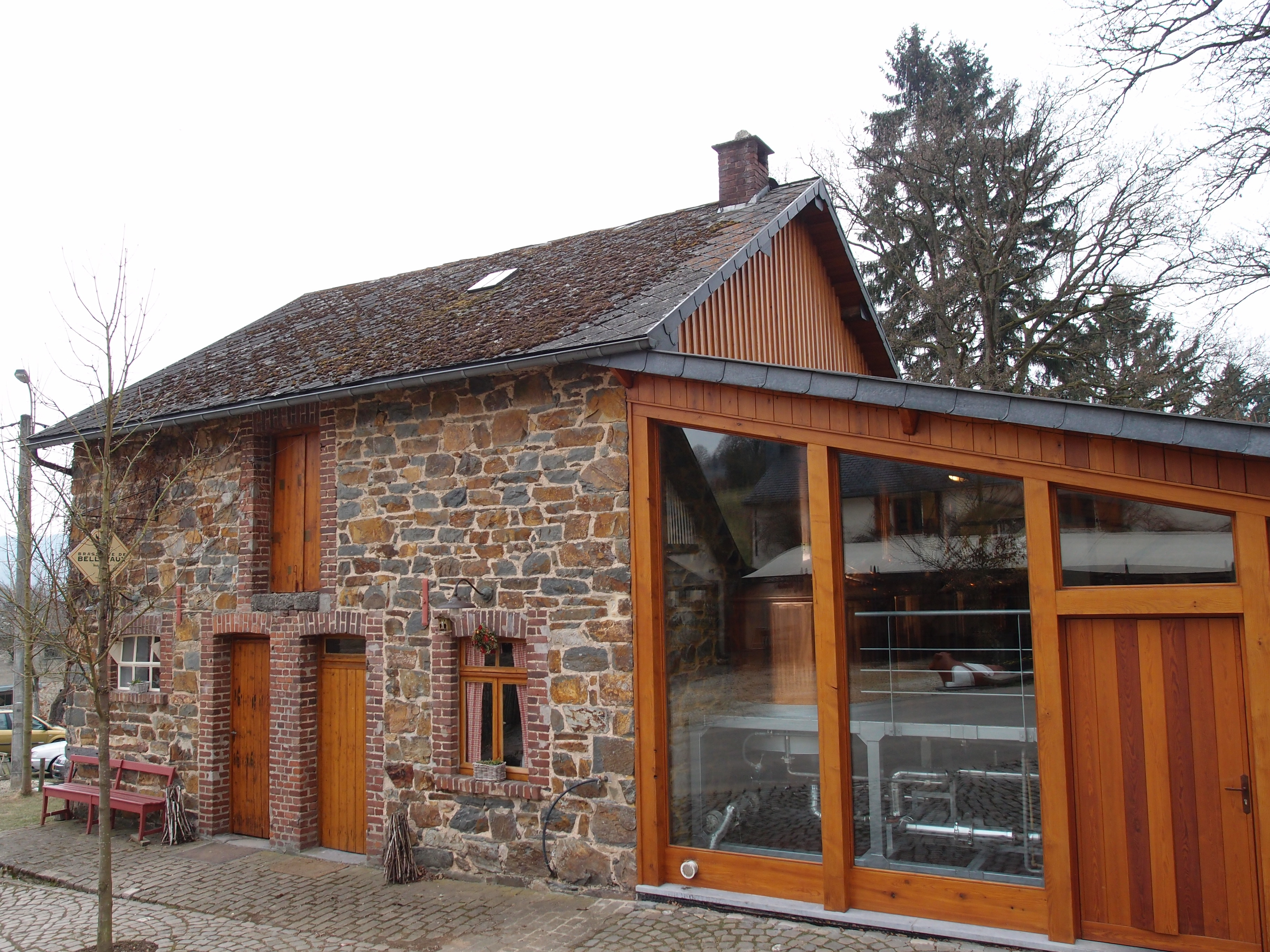
Brauerei Belleveaux

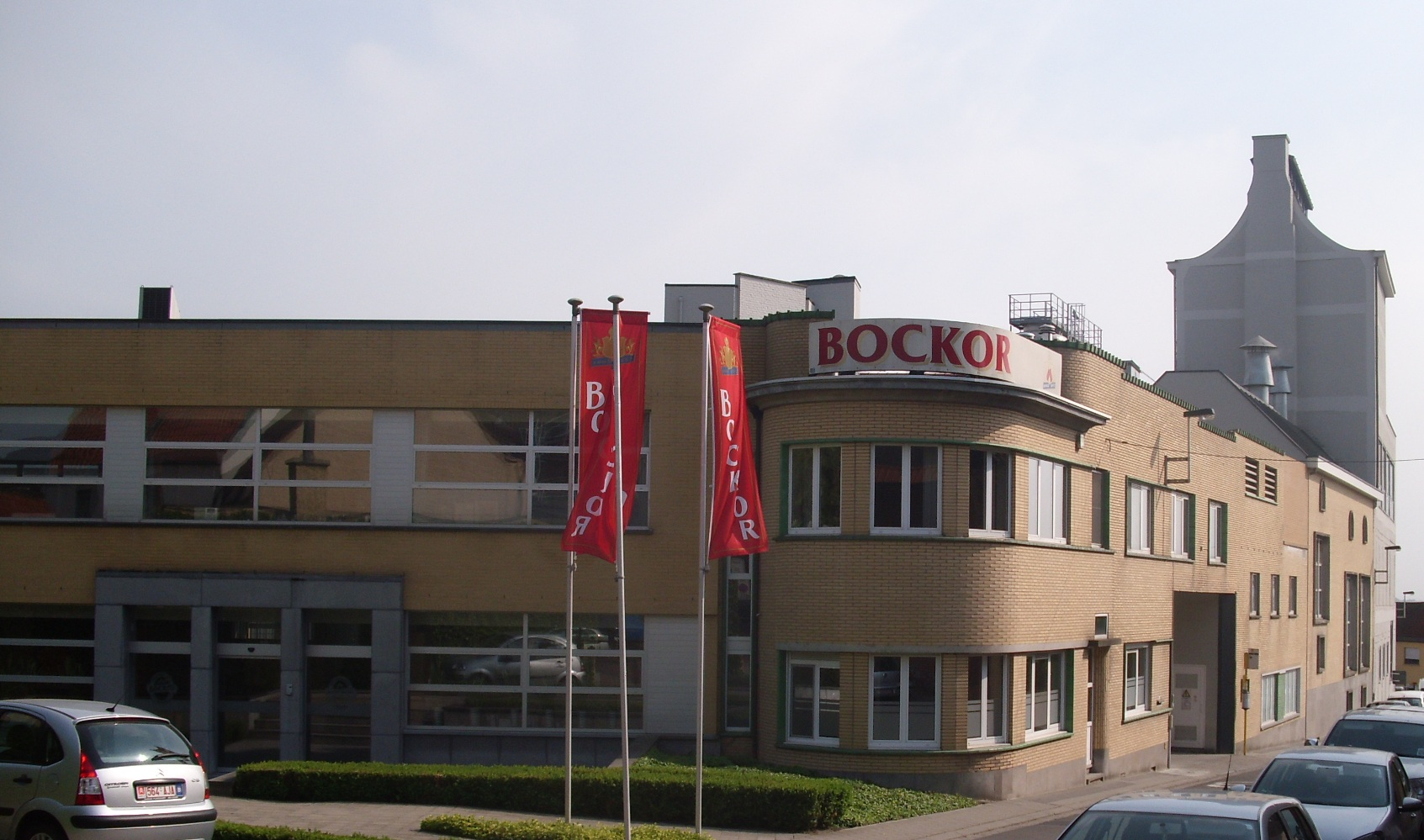
Brauerei Bockor, seit Januar 2014 Omer Vander Ghinste

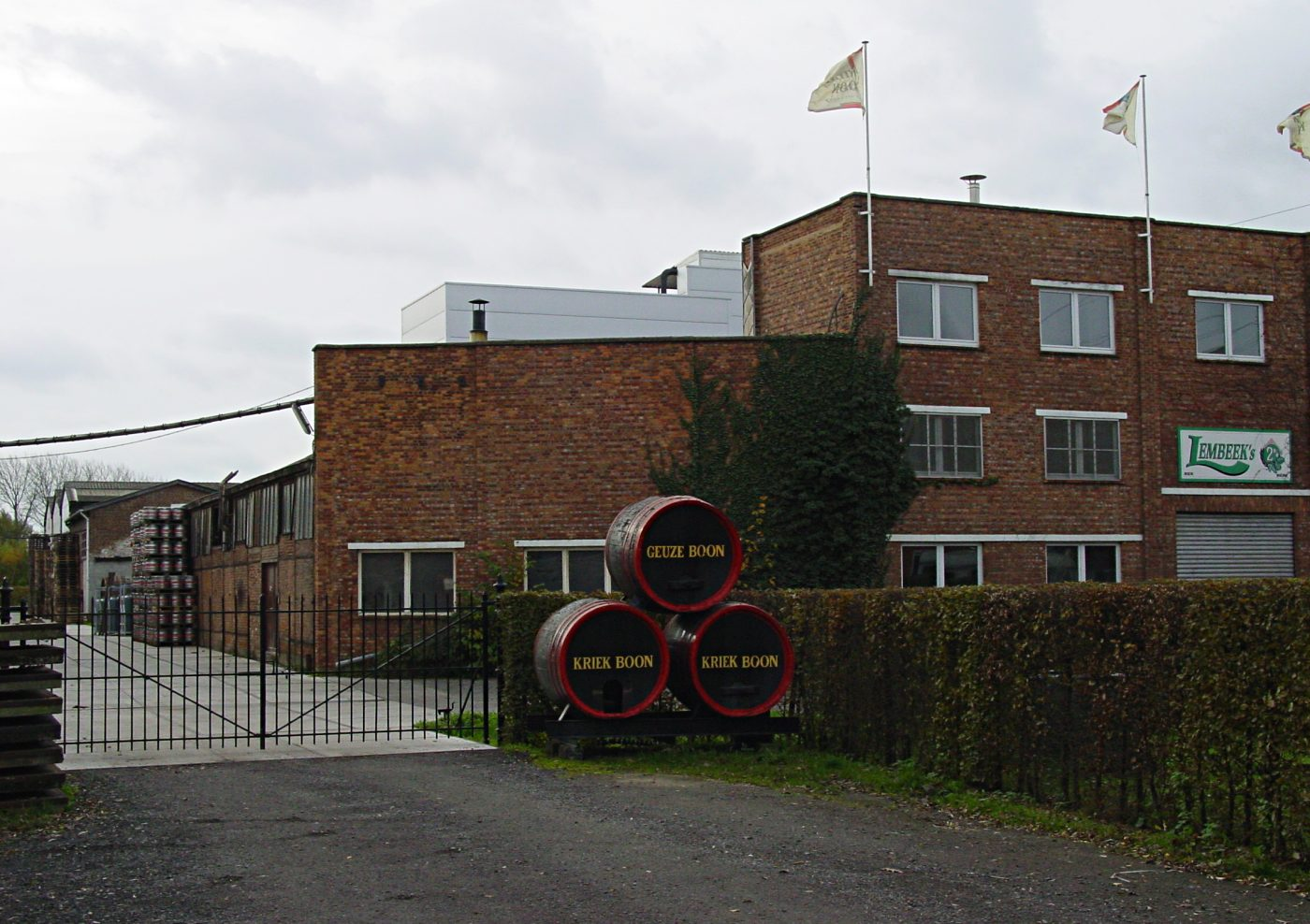
Brauerei Boon

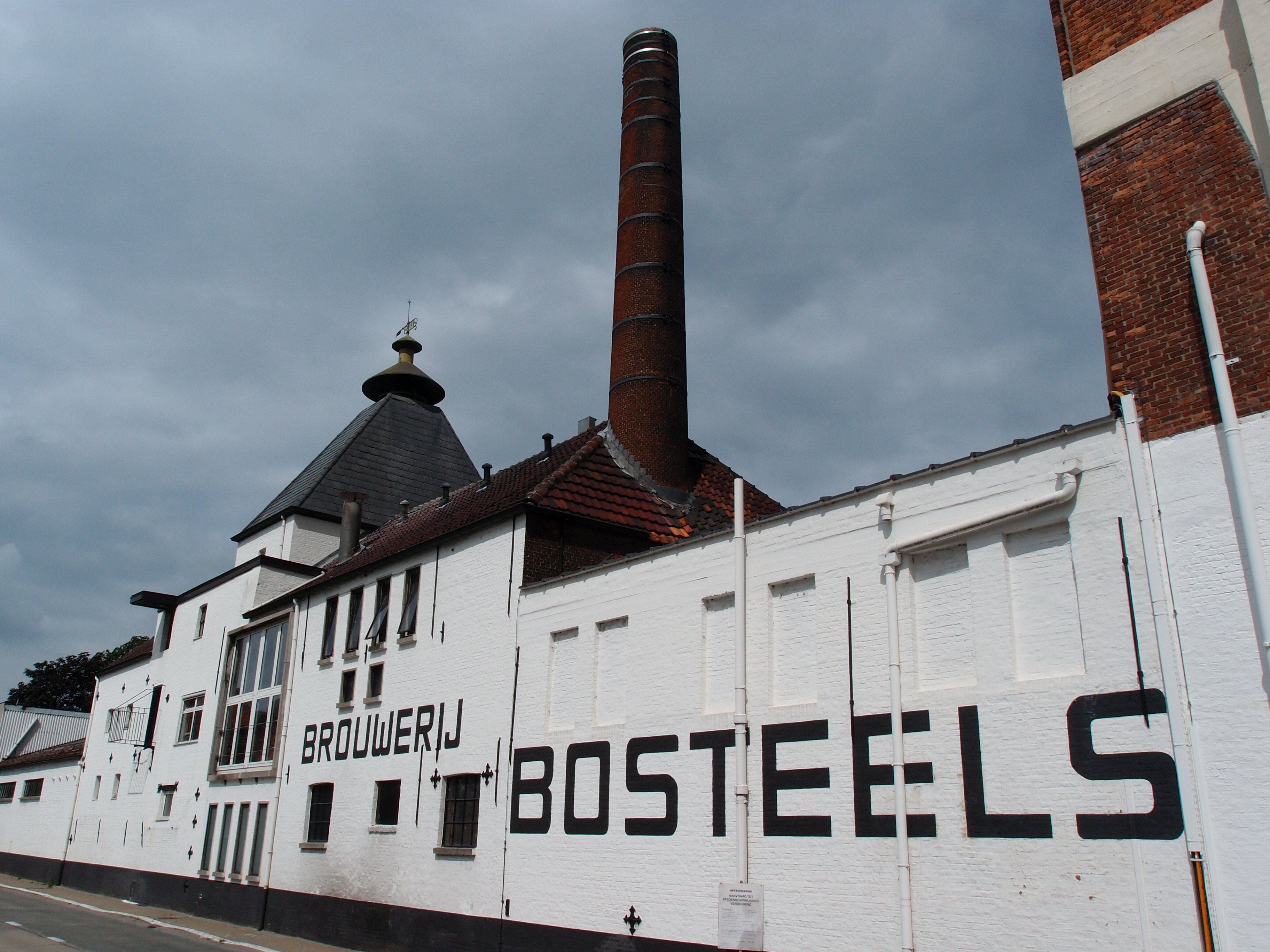
Brauerei Bosteels

1. Bavik (seit Januar 2014: De Brabandere)[11]
2. Belgoo beer[12]
3. Bieren Den Haene
4. BIVO
5. Boelens[13]
6. Boon[14]
7. Bosteels[15]
8. Bourgogne des Flandres
9. Brasserie à Vapeur[16]
10. Brasserie Artisanale de Rulles[17]
11. Brasserie Artisanale du Flo[18]
12. Brasserie Artisanale La Botteresse de Sur-les-Bois[19]
13. Brasserie Artisanale La Fourmilière[20]
14. Brasserie Artisanale Millevertus[21]
15. Brasserie d’Achouffe[22]
16. Brasserie d’Ecaussinnes[23]
17. Brasserie de Bastogne[24]
18. Brasserie de Bellevaux[25]
19. Brasserie de Blaugies[26]
20. Brasserie de Bouillon[27]
21. Brasserie de Brunehaut[28]
22. Brasserie de Cazeau[29]
23. Brasserie de Jandrain-Jandrenouille
24. Brasserie de Malonne[30]
25. Brasserie de Silenrieux
26. Brasserie de Silly[31]
27. Brasserie des Fagnes[32]
28. Brasserie des Légendes[33]
29. Brasserie du Bocq[34]
30. Brasserie et Distillerie Caulier[35]
31. Brasserie Val-Dieu[36]
32. Brootcoorens[37]
33. Brouwerij Montaigu
34. Buitenlust Bier[38]

## C

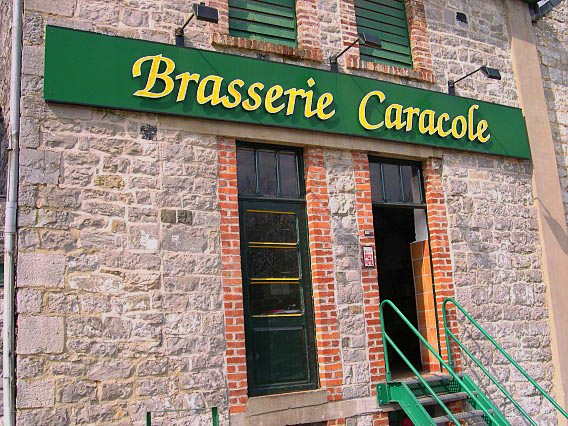
Brauerei Caracole

1. Cantillon[39]
2. Caracole[40]
3. Clarysse[41]
4. Cluysenaer
5. Cnudde
6. Contreras[42]
7. Corsendonk[43]
8. Cosse[44]
9. Crombé

## D

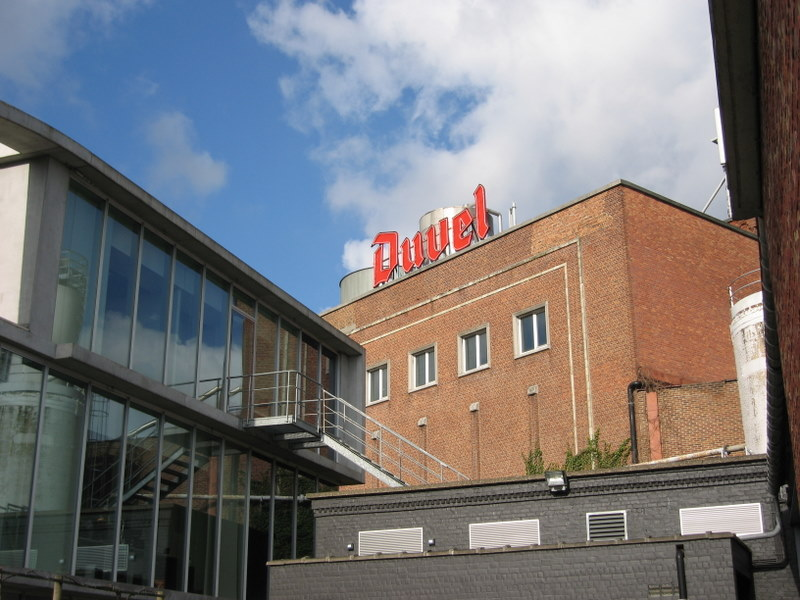
Brauerei Duvel Moortgat

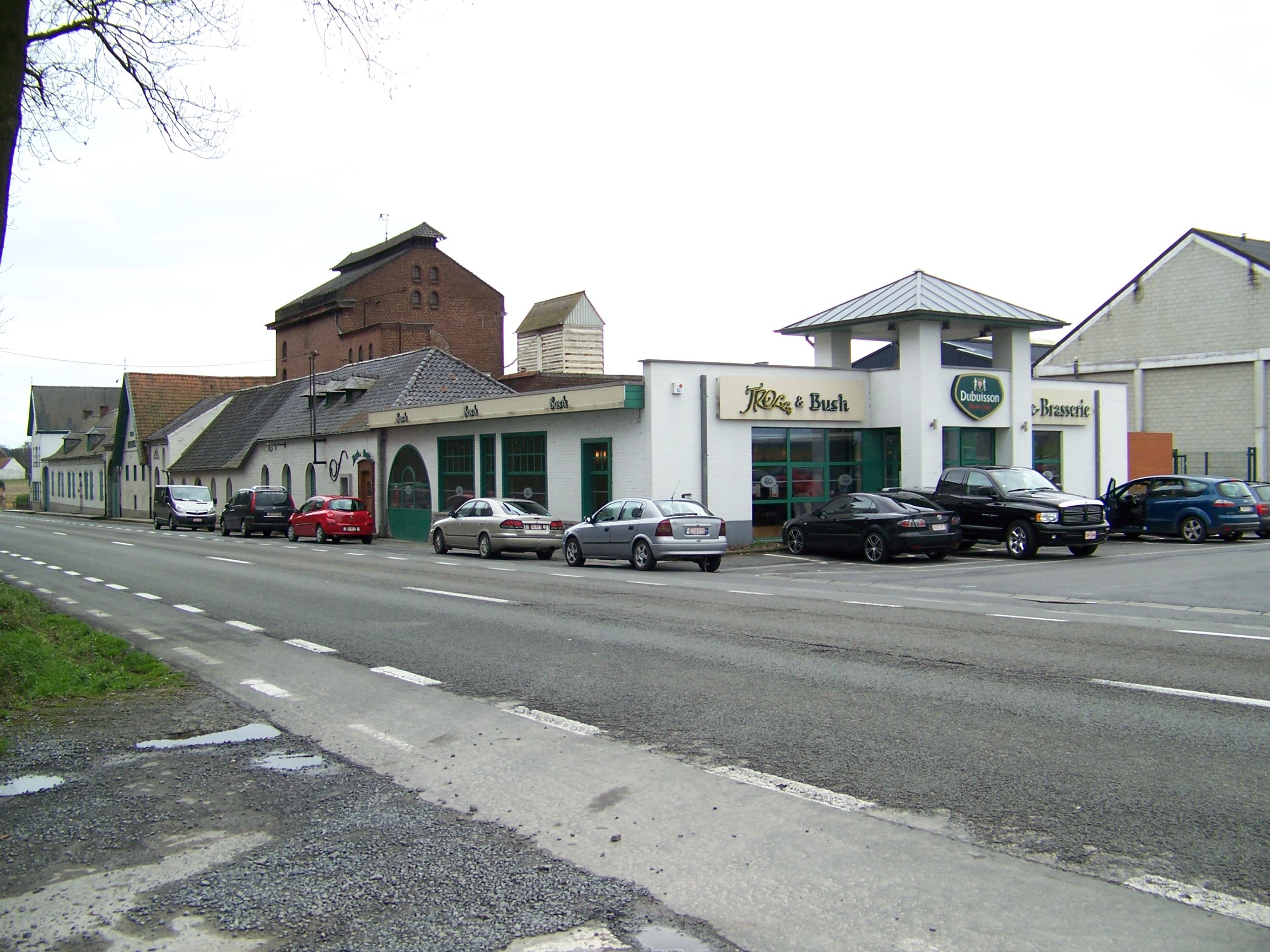
Brauerei Dubuisson

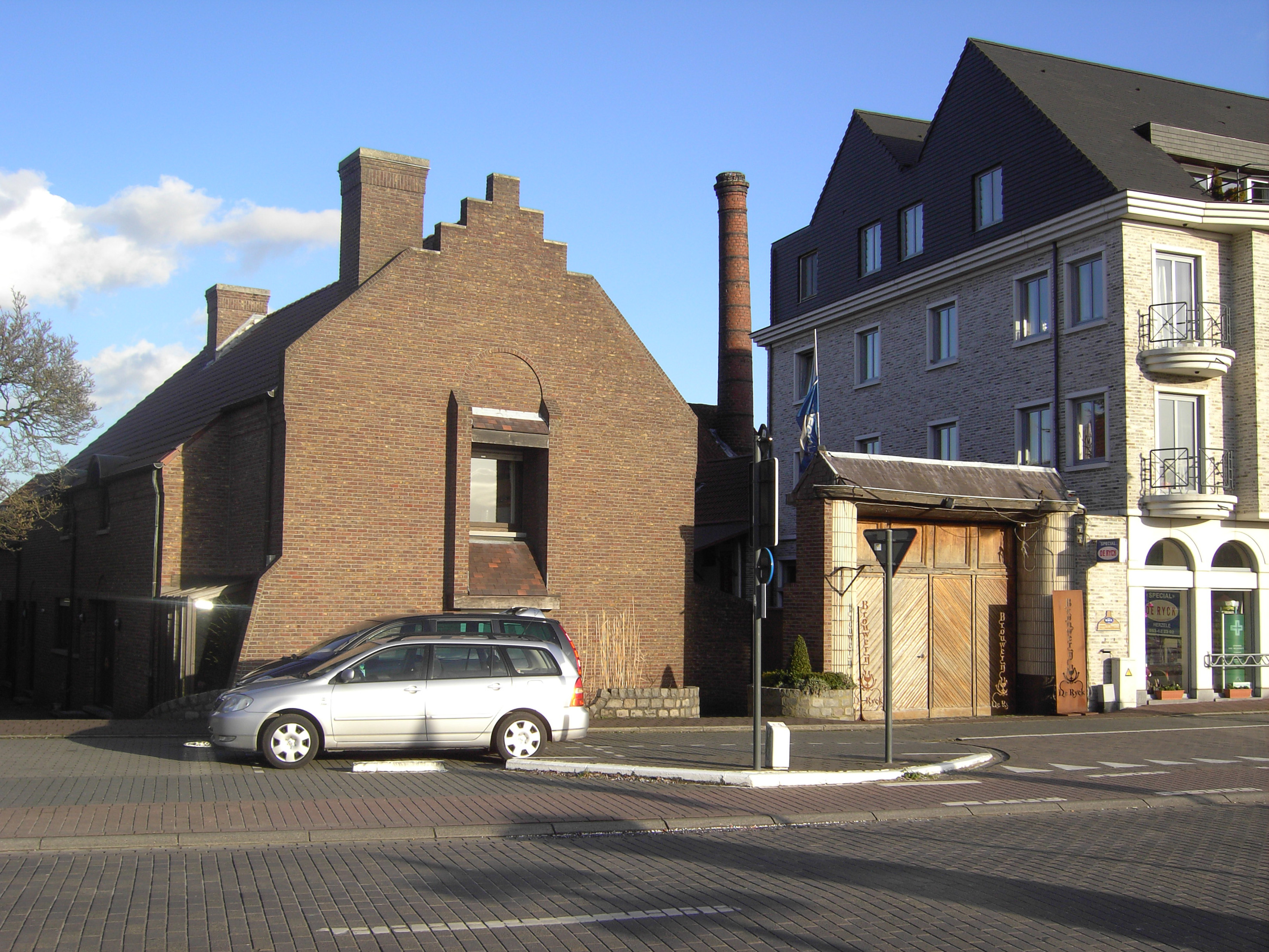
Brauerei De Ryck

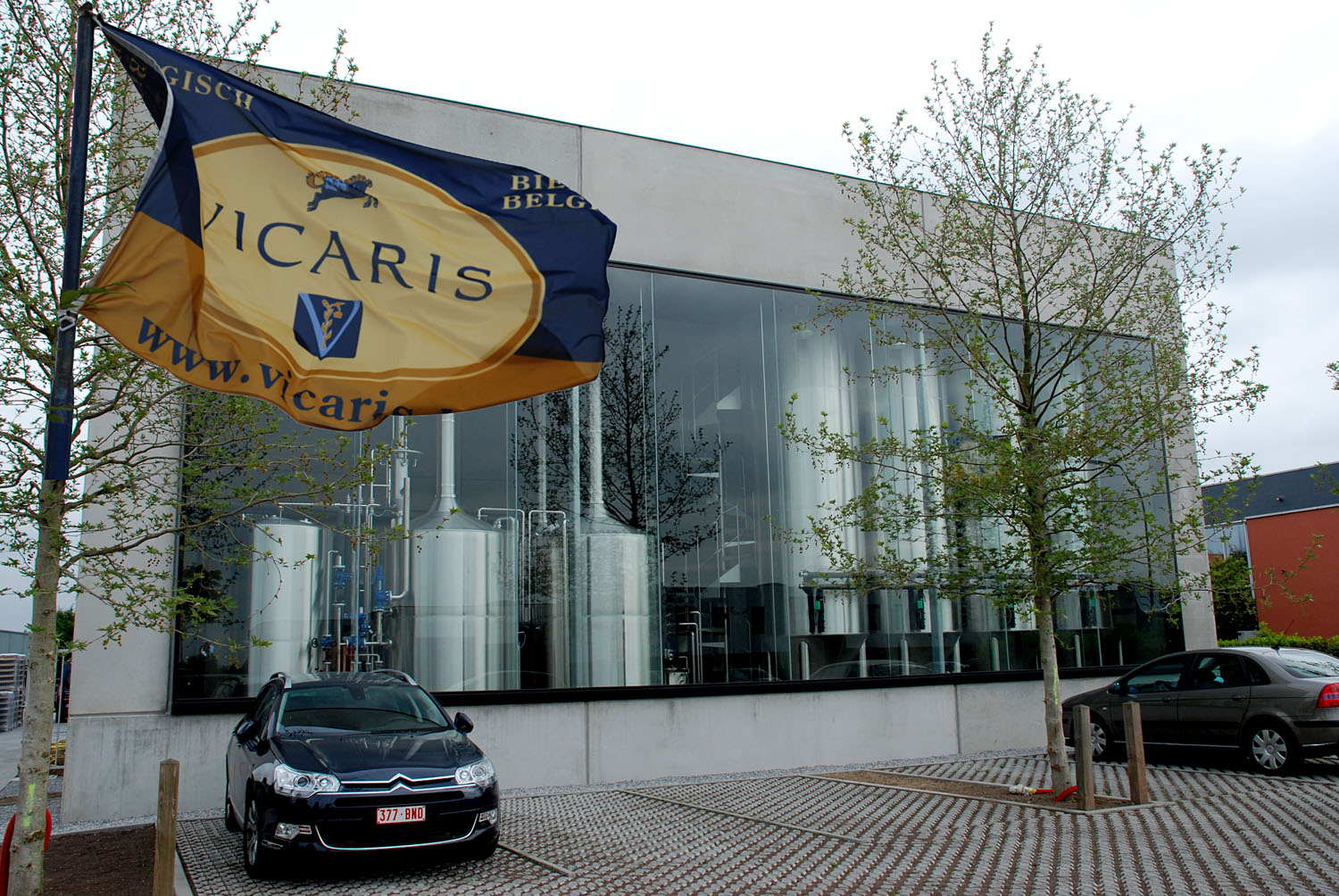
Brauerei Dilewyns

1. Danny
2. De Arend
3. De Bie Hof ter Linden[45]
4. De Block[46]
5. De Brouwerij van Vlaanderen[47]
6. De Brouwers van de Grote Markt[48]
7. De Cock[49]
8. De Dochter van de Korenaar[50]
9. De Dolle Brouwers[51]
10. De Dool[52]
11. De Glazen Toren[53]
12. De Graal[54]
13. De Halve Maan[55]
14. De Kluis (Hoegaarden)[56]
15. De Koninck[57]
16. De Leite[58]
17. De Leyerth
18. De Proefbrouwerij[59]
19. De Ranke[60]
20. De Ryck[61]
21. De Schuur
22. De Troch[62]
23. De Tseut
24. De Verhuisbrouwerij[63]
25. De Vlier[64]
26. De Zennebrouwerij[65]
27. Deca Services
28. Den Herberg
29. Den Hopperd
30. Den Triest[66]
31. Dilewyns[67]
32. Domus[68]
33. Druïde[69]
34. Dubuisson[70]
35. Dupont[71]
36. Duvel Moortgat[72]

## E
1. Ellezelloise[73]
2. Engel

## F
1. Fantôme[74]
2. Fisser[75]
3. 3 Fonteinen[76]
4. Forestinne[77]

## G

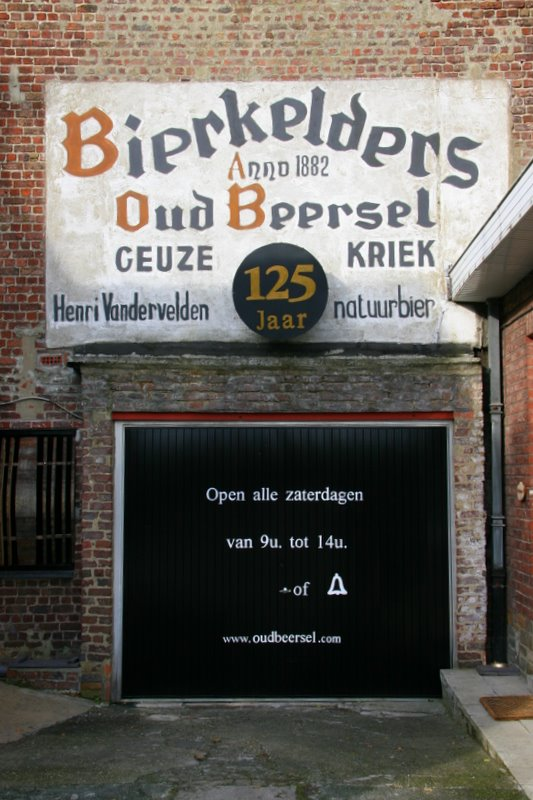
Brauerei Geuzestekerij Oud Beersel

1. Gentse Stadsbrouwerij Gruut[78]
2. Geuzestekerij De Cam
3. Geuzestekerij Hanssens
4. Geuzestekerij Oud Beersel[79]
5. Gigi[80]
6. Girardin
7. Grain d’Orge[81]
8. Guldenboot[82]
9. Guy Pirlot[83]
10. ’t Gaverhopke[84]

## H

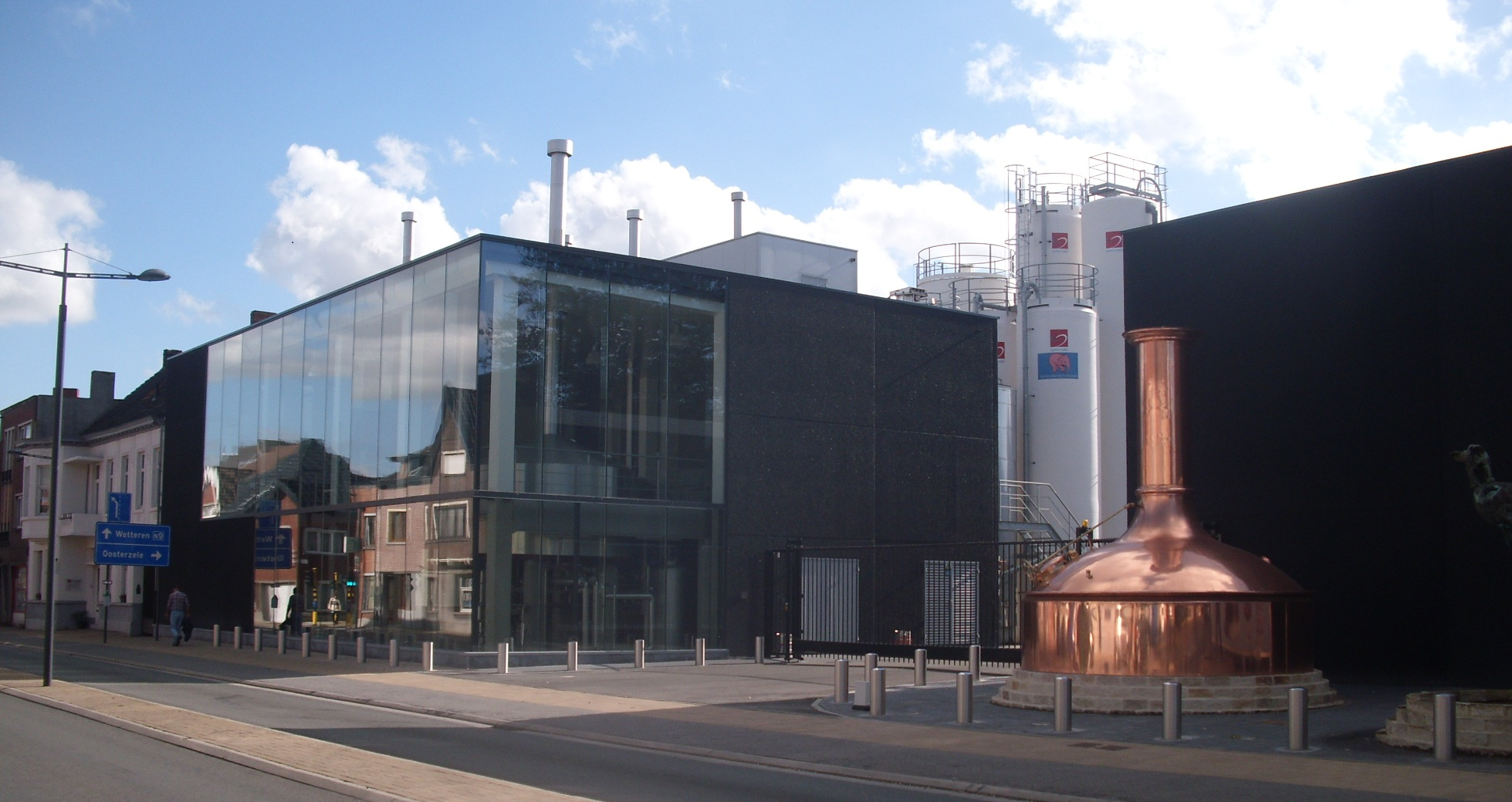
(Neue) Brauerei Huyghe

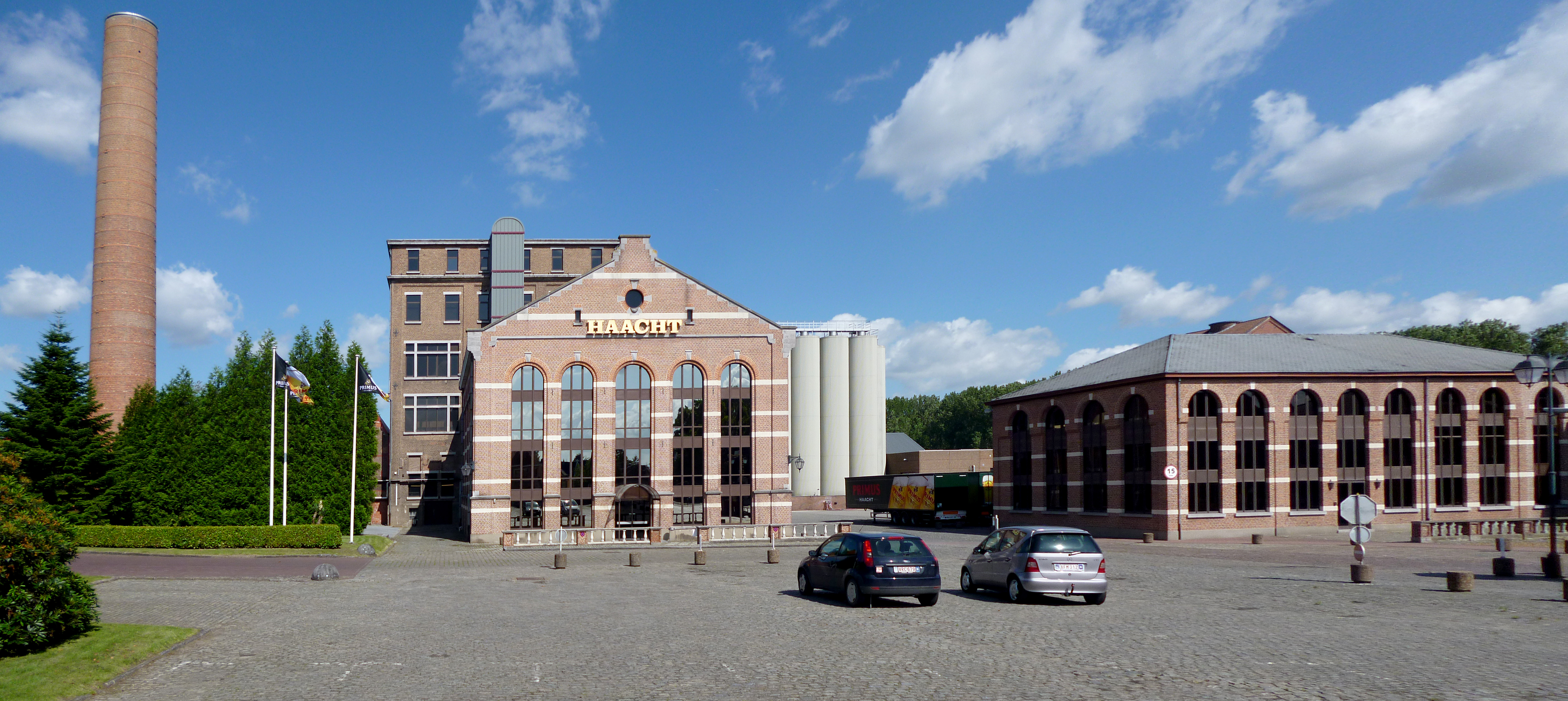
Brauerei Haacht

1. Haacht[85]
2. Het Alternatief[86]
3. Het Anker[87]
4. Hobbybrouwerij Het Nest[88]
5. Hof ten Dormaal[89]
6. Huisbrouwerij ’t Pakhuis[90]
7. Huyghe[91]
8. ’t Hofbrouwerijke[92]

## I
1. Icobes[93]

## J

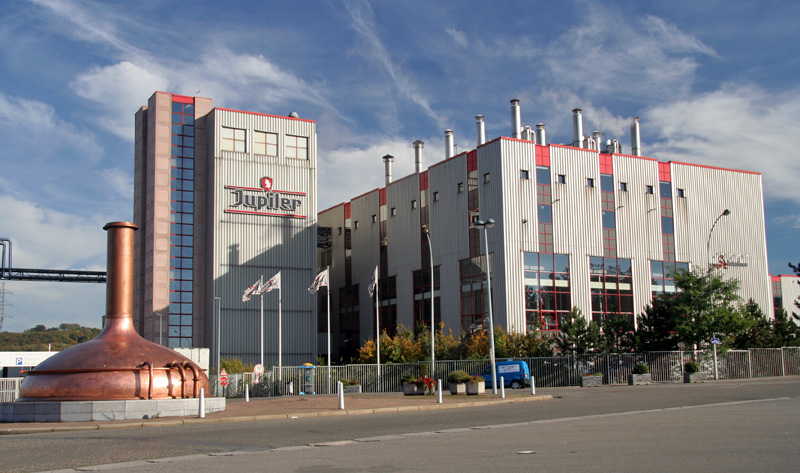
Brauerei Jupiler

1. Jessenhofke[94]
2. Johan Van Hoecke
3. Jupiler

## K
1. Kerkom[95]

## L

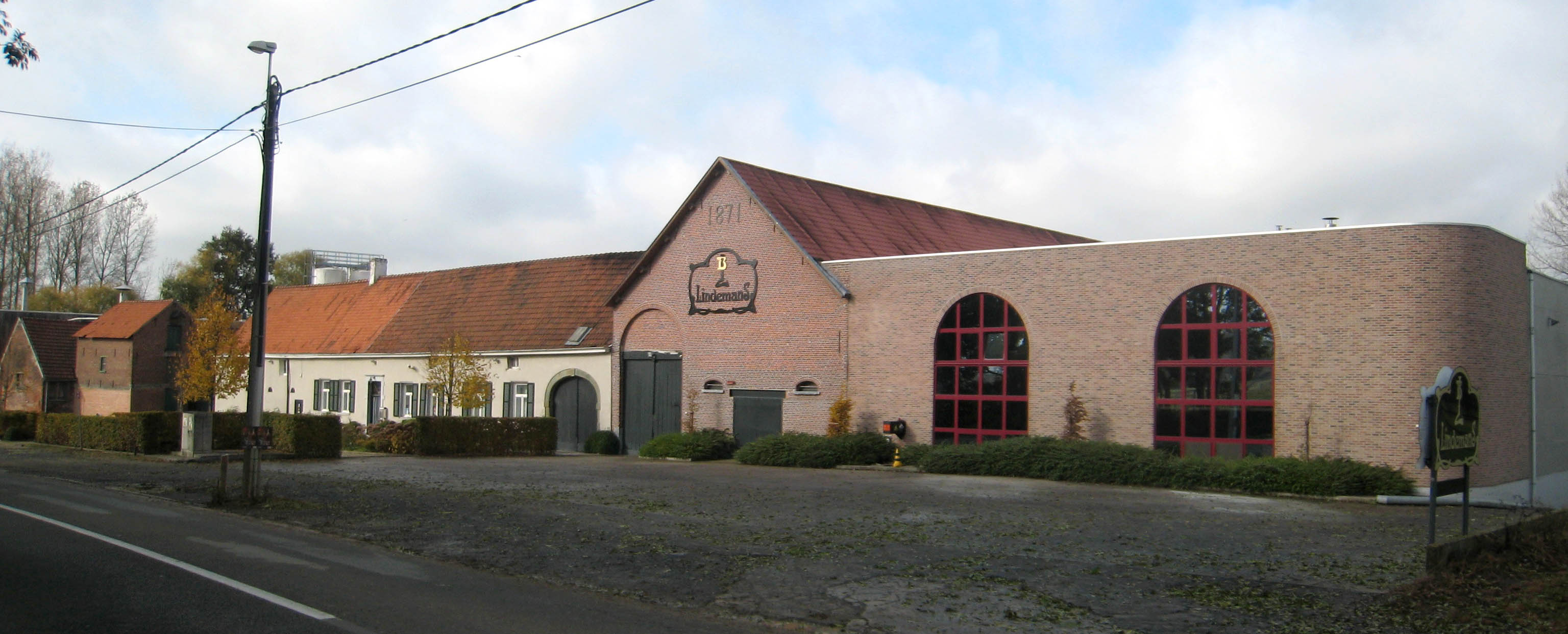
Brauerei Lindemans

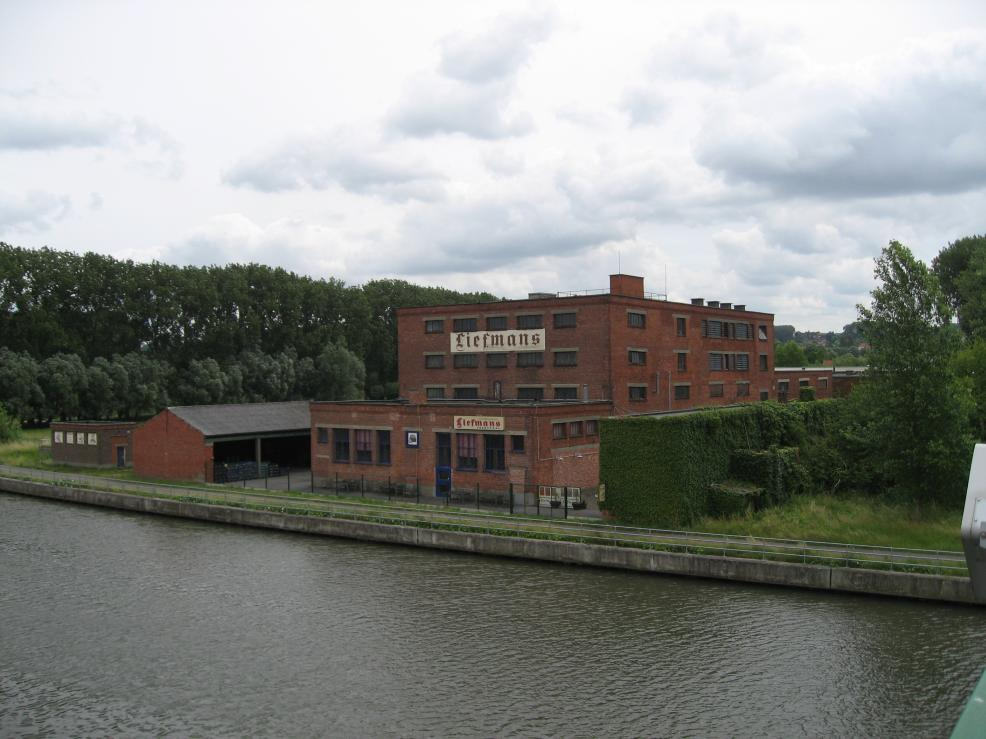
Brauerei Liefmans

1. L’Imprimerie[96]
2. La Barbiot[97]
3. La Binchoise[98]
4. La Brasserie du Brabant[99]
5. La Ferme au Chêne
6. La Wépionnaise
7. Lefebvre[100]
8. Leroy
9. Les 3 fourquets[101]
10. Lesage[102]
11. Liefmans[103]
12. Lindemans[104]
13. Loterbol[105]
14. Lupiline
15. Lupus[106]

## M
1. Maenhout
2. Malheur[107]
3. Martens[108]
4. Microbrouwerij Angerik
5. Microbrouwerij ’t Brouwkot[109]

## N
1. Nieuwhuys

## O
1. Omer Vander Ghinste, bis Januar 2014 „Bockor“[110]
2. Oxymore

## P

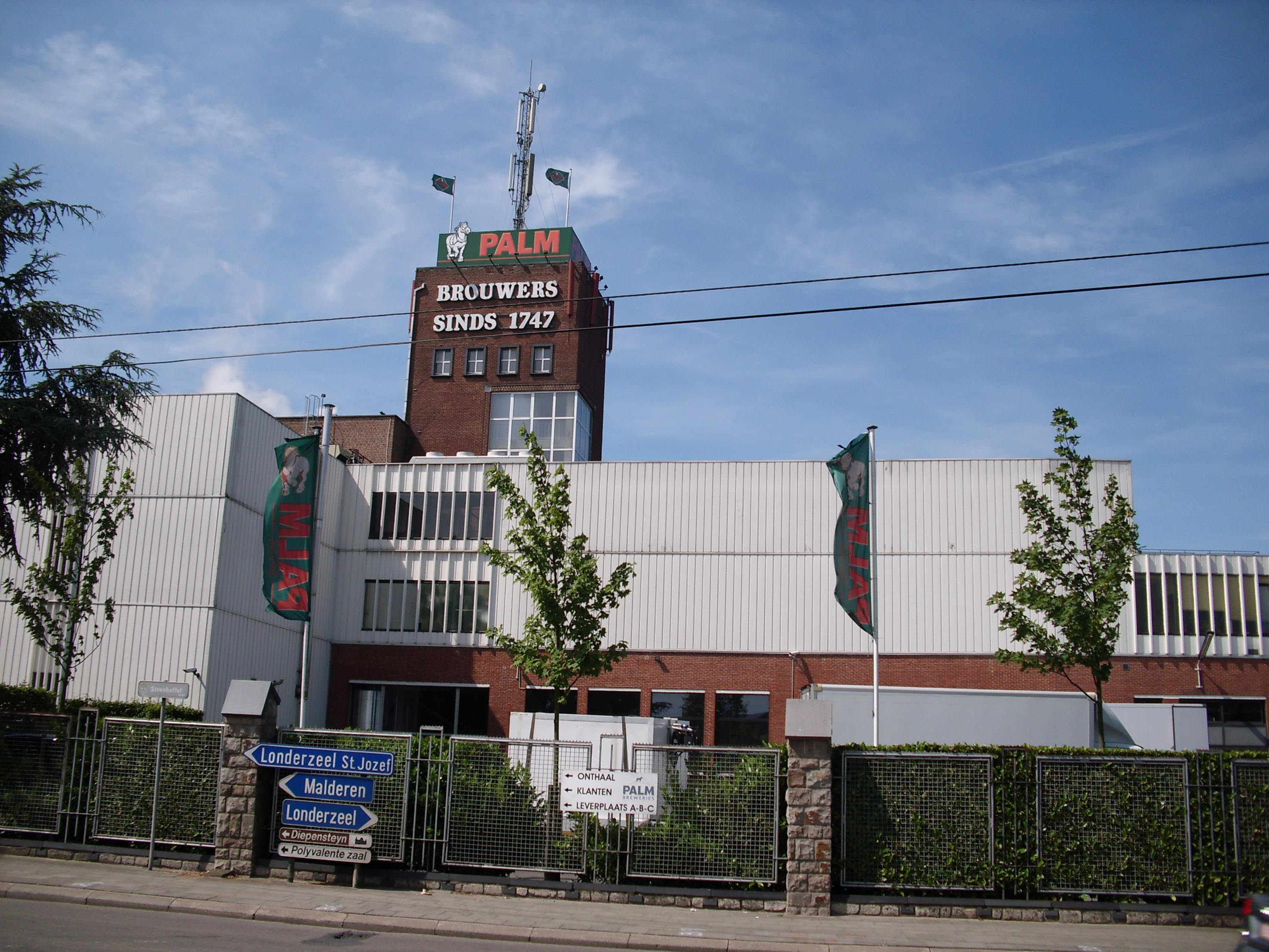
Brauerei Palm

1. Paeleman[111]
2. Palm Breweries[112]
3. Peak[113]
4. Picobrouwerij Alvinne[114]
5. Pirlot[115]

## R

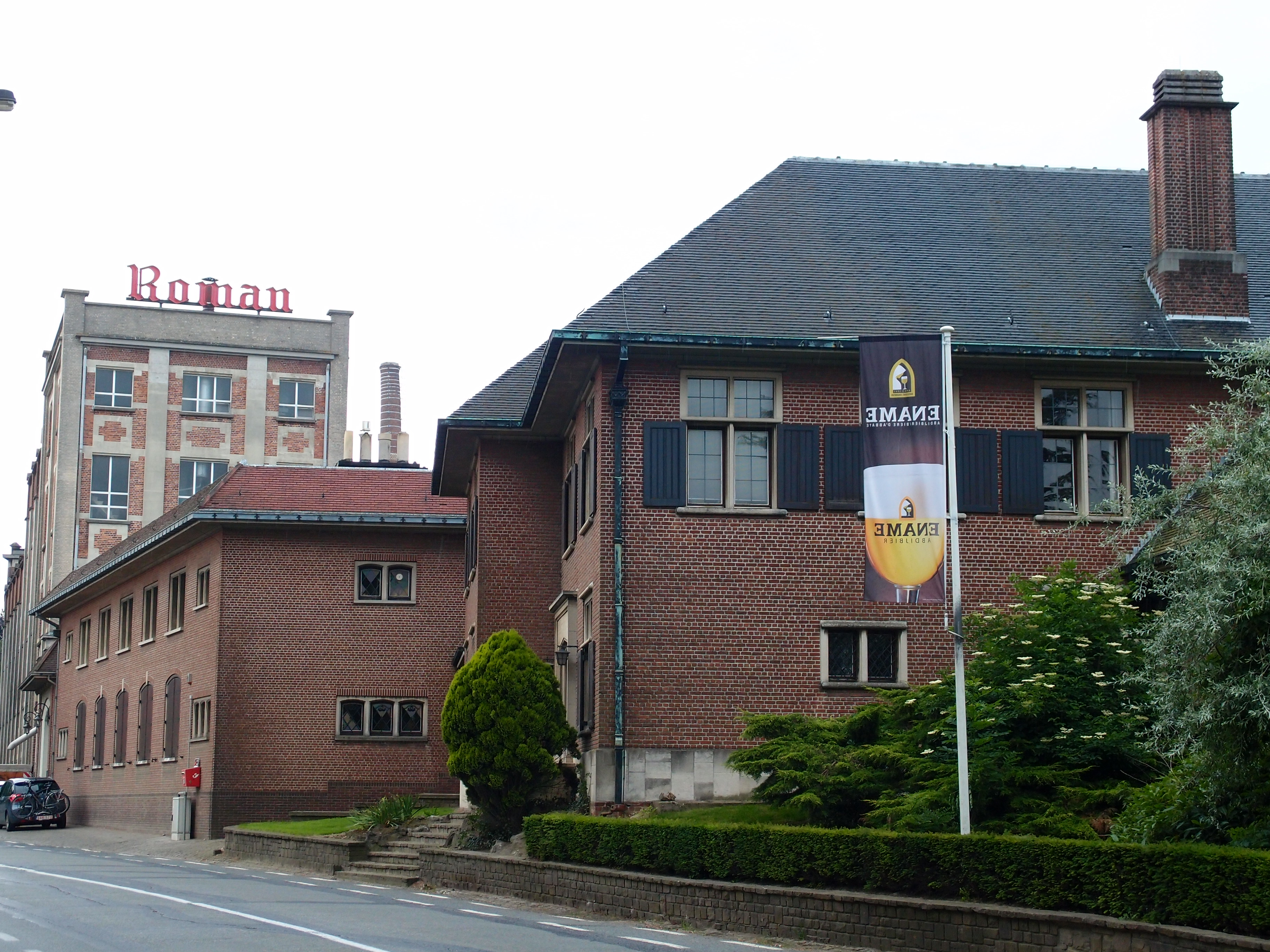
Brauerei Roman

1. Roman[116]

## S
1. Saint-Feuillien[117]
2. Saint-Monon[118]
3. Sainte-Hélène[119]
4. Scheldebrouwerij[120]
5. Sint Bernardus[121]
6. Sint-Benedictus abdij - De Achelse Kluis[122]
7. Sint-Canarus[123]
8. Sint-Jozef[124]
9. Sint-Sixtusabdij van Westvleteren[125]
10. Slaapmutske[126]
11. Slaghmuylder[127]
12. Smisje[128]
13. Stella Artois
14. Sterkens[129]
15. Strubbe[130]

## T

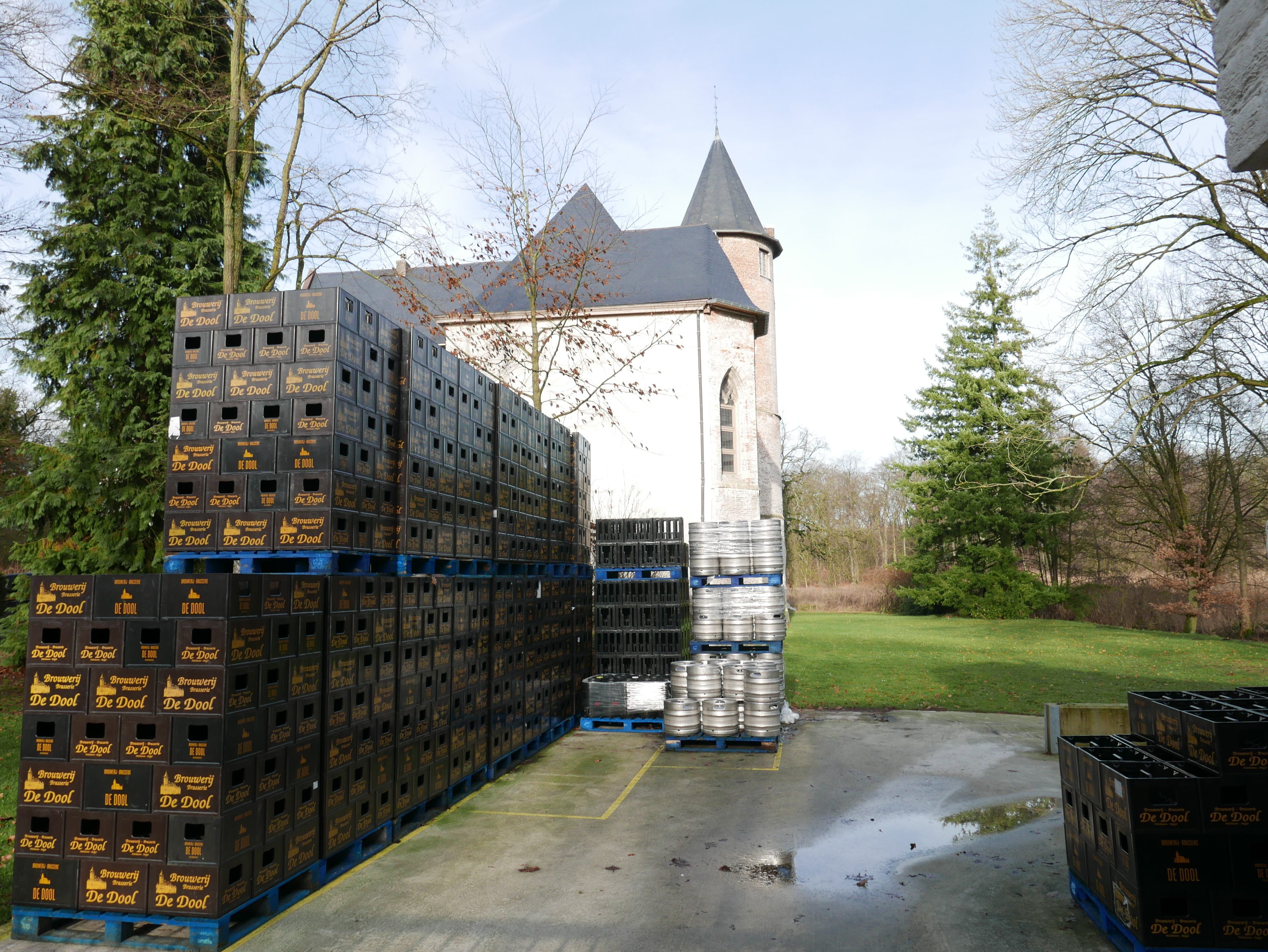
Brauerei Ter Dolen

1. Ter Dolen[131]
2. Timmermans (Groep John Martin)[132]
3. Trappieter[133]

## V

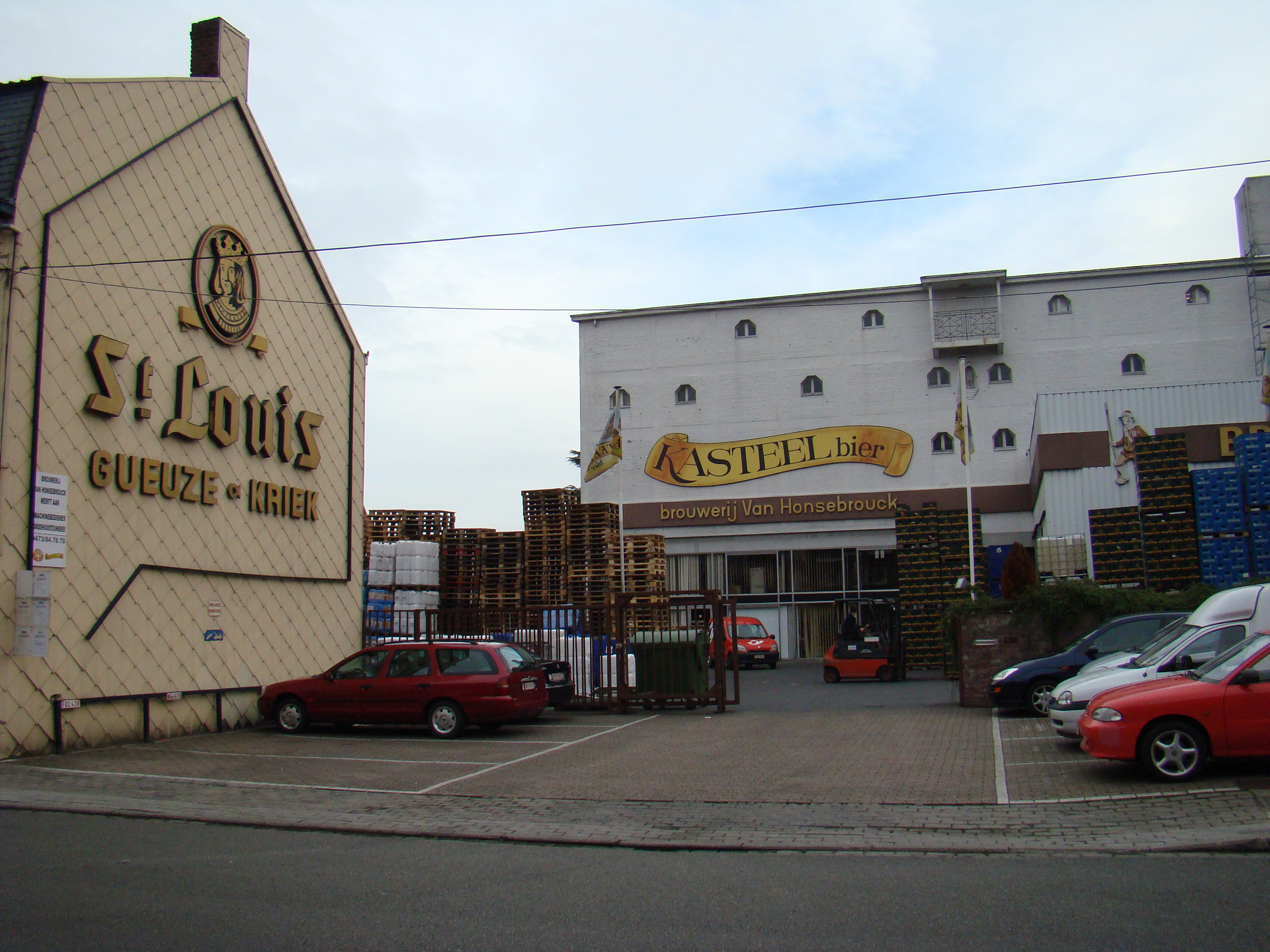
Brauerei Van Honsebrouck

1. Val de Sambre[134]
2. Valduc-Thor[135]
3. Van den Bossche[136]
4. Van Eecke[137]
5. Van Honsebrouck[138]
6. Van Steenberge[139]
7. Vanuxeem[140]
8. VDACO (De Struise Brouwers)
9. Verhaeghe[141]
10. Vissenaken[142]

## W

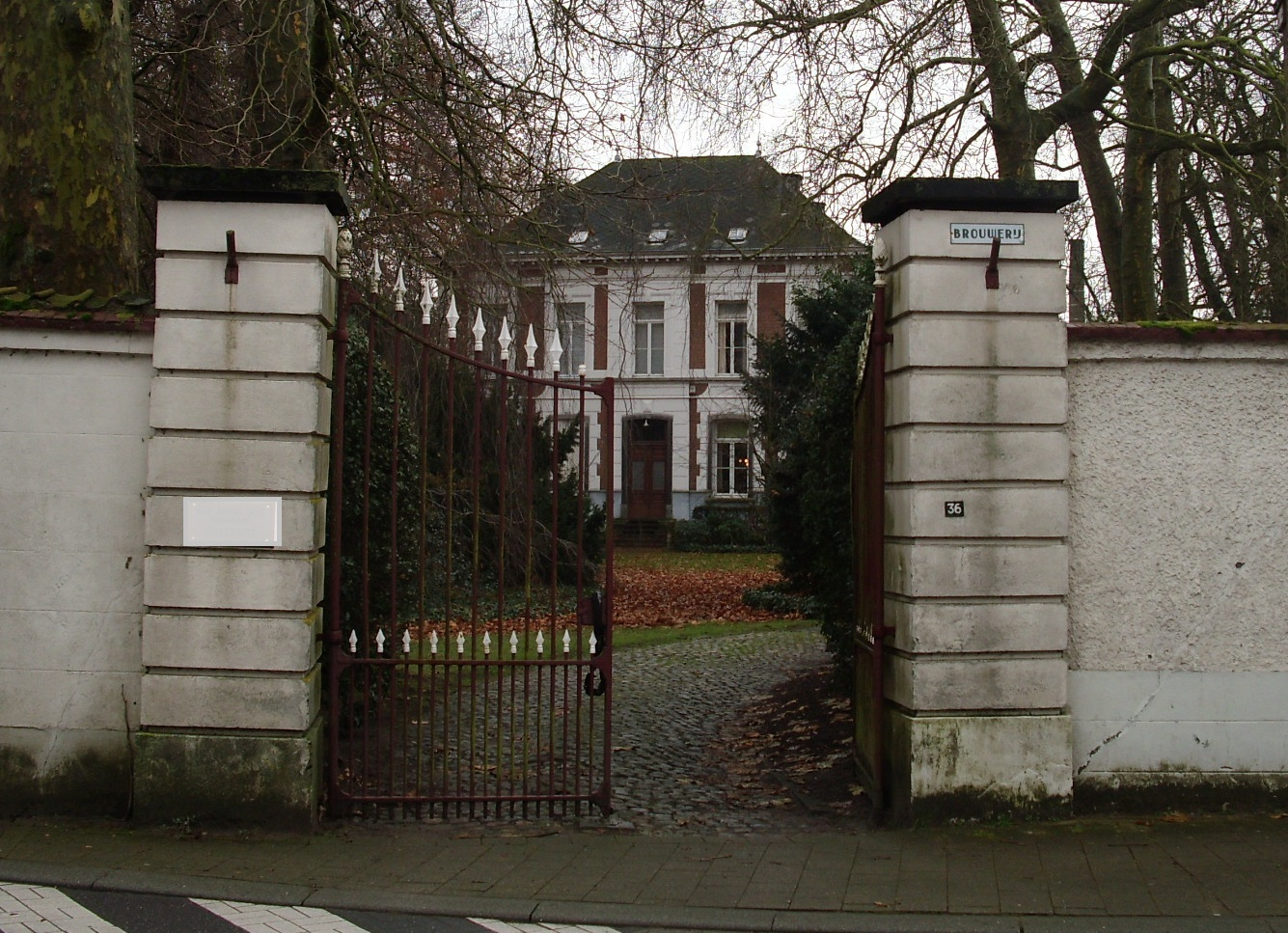
Brauerei Walrave

1. Walrave

## Z
1. Zonderik/Columbus Management[143]